# Abigail Barlow
Abigail Barlow es una cantautora estadounidense originaria de Birmingham, Alabama. Su álbum The Unofficial Bridgerton Musical, coescrito y producido por Emily Bear, ganó el Premio Grammy al mejor álbum de teatro musical en 2022. También es conocida por su éxito pop independiente «Heartbreak Hotel», que alcanzó el puesto número 2 en iTunes y tiene más de 6,5 millones de reproducciones. Ella y Bear fueron homenajeadas por el Salón de la Fama de los Compositores, y fueron incluidas en la lista Forbes 30 Under 30. Barlow ha colaborado con Meghan Trainor, quien coescribió y produjo una canción en el EP debut homónimo de Barlow en 2020 titulado Phantom Feelings.
Taco Bell contrató a Bear y Barlow para escribir la música de Mexican Pizza: The Musical, con un libro de Hannah Friedman, que presentará a Doja Cat y Dolly Parton. El musical trata sobre Mexican Pizza, un plato del menú de Taco Bell con un culto de seguidores, que fue eliminado y luego devuelto a sus menús. El musical estaba programado para transmitirse en TikTok el 26 de mayo de 2022, pero Taco Bell pospuso el estreno; no se anunció una nueva fecha. En julio, Bear y Barlow interpretaron su álbum en vivo en un concierto con la Orquesta Sinfónica Nacional de Estados Unidos, dirigida por Steven Reineke, en el Centro Kennedy. Los solistas invitados incluyeron a Ephraim Sykes, Kelli O'Hara y Denée Benton. A fines de julio de 2022, Netflix demandó a Barlow y Bear en un tribunal federal de los Estados Unidos por infracción de derechos de autor, alegando que se habían opuesto a los conciertos en vivo.La empresa descontinuó la demanda en septiembre de 2022 después de un acuerdo informado.
Barlow y Bear escribieron les canciones para la próxima película Moana 2.